# San Lorenzo Mar del Plata
Club Atlético San Lorenzo – argentyński klub piłkarski z siedzibą w mieście Mar del Plata leżącym w prowincji Buenos Aires.

## Osiągnięcia
- Udział w mistrzostwach Argentyny Nacional (9): 1967, 1969, 1972, 1973, 1974, 1976, 1980, 1981, 1982
- Mistrz ligi prowincjonalnej Liga Marplatense de Fútbol (13): 1963, 1964, 1965, 1966, 1967, 1968, 1971, 1972, 1979, 1980, 1981, 1995, 1996

## Historia
Klub założony został 1 sierpnia 1921 roku i gra obecnie w lidze prowincjonalnej Liga Marplatense de Fútbol.